# Feri naplója a karantén idején
A Feri naplója a karantén idején egy 50 napot felölelő, szórakoztató írás, melynek szerzője Orosz György magyar író, humorista, a Stand up comedy Humortársulat művészeti vezetője. 
A könyvet formátuma napló, melyet a főszereplő, Feri ír, aki egy egyszerű, vidéki családapa. A napló a 2020-ban Magyarországot is elérő koronavírus-járványt követi végig (egyben ez az első magyar nyelvű könyv a témával kapcsolatban)[forrás?], egyfajta társadalomkritikát állítva az olvasó elé, mindezt humorral ötvözve.
Az első kiadás 2020. június 12-én jelent meg.

## Reakciók
„A könyvet olvasván azt vettem észre, hogy nemhogy megtalálta az arányt Gyuri, hanem egy olyan teljesen hiteles szociográfiát állított elő ebből az egész dologból, amivel én magam is találkoztam a saját rokonaimon belül, a levelezéseim kapcsán, stb., és ezáltal egy nagyon hiteles és egy nagyon nagyon nagyra értékelendő mű született.”
Maksa Zoltán – Karinthy-gyűrűs humorista
„Az a csodálatos ebben az egész történetben, hogy valóban, ahogyan Gyuri írta ezt a történetet, és megélte magát a karantént, pontosan ugyanúgy és ugyanabban az időszakban élték meg a könyv olvasói is ezt a karantén időszakot.”
Németh Kristóf – színművész